# Pukcshong
Pukcshong (hangul: 북청군, Pukcshong-kun, handzsa: 北靑郡, RR: Pukch'ŏng-kun, ’északi zöldellés’) megye Észak-Koreában, Dél-Hamgjong (Hamgyŏng) tartományban. 1356-ban alapították, Anbukcshonhobangoszo (안북천호방어소; 安北千戶防御所, Anbukch'ŏnhobangŏso) néven. Mai nevét 1372-ben nyert el. 1895-ben emelték első ízben megyei rangra.

## Földrajza
Keletről és északkeletről Rivon (Riwon), északról Tokszong (Tŏksŏng), nyugatról Hongvon (Hongwŏn), délről Sinpho (Sinp'o), délkeletről a Japán-tenger (Keleti-tenger) határolja.
Legmagasabb pontja az 1461 méter magas Tedokszan (대덕산; 大德山, Taedŏksan).

## Közigazgatása
1 községből (up (ŭp)), 38 faluból (ri (ri)) és 2 munkásnegyedből (rodongdzsagu (rodongjagu)) áll:
| - Pukcshong-up (북청읍; 北靑邑, Pukch'ŏng-ŭp) - Sinbukcshong-rodongdzsagu (신북청로동자구; 新北靑勞動者區, Sinbukch'ŏng-rodongjagu) - Sincshang-rodongdzsagu (신창로동자구; 新昌勞動者區, Sinch'ang-rodongjagu) - Kondzsa-ri (건자리; 乾自里, Kŏnja-ri) - Kjongande-ri (경안대리; 景安坮里, Kyŏngandae-ri) - Tangu-ri (당우리; 唐隅里, Tangu-ri) - Togum-ri (덕음리; 德音里, Tŏgŭm-ri) - Tongdo-ri (동도리; 東島里, Tongdo-ri) - Rahade-ri (라하대리; 羅荷坮里, Rahadae-ri) - Rahung-ri (라흥리; 羅興里, Rahŭng-ri) - Rjangga-ri (량가리; 良家里, Ryangga-ri) - Rjongdzson-ri (룡전리; 龍田里, Ryongjŏn-ri) - Maszan-ri (마산리; 馬山里, Masan-ri) - Mancshun-ri (만춘리; 晩春里, Manch'un-ri) - Mundong-ri (문동리; 文洞里, Mundong-ri) - Panszong-ri (반송리; 盤松里, Pansong-ri) - Pocshon-ri (보천리; 寶泉里, Poch'ŏn-ri) - Pongi-ri (봉의리; 鳳儀里, Pongŭi-ri) - Pudong-ri (부동리; 富洞里, Pudong-ri) - Szangnipszok-ri (상립석리; 上立石里, Sangripsŏk-ri) - Szangszedong-ri (상세동리; 上細洞里, Sangsedong-ri) | - Szo-ri (서리; 西里, Sŏ-ri) - Sinszang-ri (신상리; 新上里, Sinsang-ri) - Angok-ri (안곡리; 安谷里, An'gok-ri) - Jangcshondong-ri (양천동리; 楊川東里, Yangch'ŏndong-ri) - Jangcshonszo-ri (양천서리; 楊川西里, Yangch'ŏnsŏ-ri) - Jeszung-ri (예승리; 藝昇里, Yesŭng-ri) - Ophjong-ri (오평리; 梧坪里, Op'yŏng-ri) - Csanghang-ri (장항리; 獐項里, Changhang-ri) - Csongszan-ri (종산리; 鐘山里, Chongsan-ri) - Csukszang-ri (죽상리; 竹上里, Chuksang-ri) - Csung-ri (중리; 中里, Chung-ri) - Csungphjong-ri (중평리; 仲坪里, Chungp'yŏng-ri) - Csiman-ri (지만리; 芝滿里, Chiman-ri) - Cshonghe-ri (청해리; 靑海里, Ch'ŏnghae-ri) - Cshonghung-ri (청흥리; 靑興里, Ch'ŏnghŭng-ri) - Csho-ri (초리; 初里, Ch'o-ri) - Thoszong-ri (토성리; 土城里, T'osŏng-ri) - Phjong-ri (평리; 坪里, P'yŏng-ri) - Haszedong-ri (하세동리; 下細洞里, Hasedong-ri) - Haho-ri (하호리; 荷湖里, Haho-ri) |

## Gazdaság
Pukcshong (Pukch'ŏng) megye gazdasága élelmiszeriparra, gépiparra, acélból és fából készült termékek előállítására épül.

## Oktatás
Pukcshong (Pukch'ŏng) megye egy tanárképző egyetemnek, számos általános és középiskolának ad otthont.

## Egészségügy
A megye számos egészségügyi intézménnyel rendelkezik, köztük 1 megyei és kb. 40 helyi kórházzal.

## Közlekedés
A megye közutakon a szomszédos helységek felől közelíthető meg. A megye vasúti kapcsolattal rendelkezik, a Phjongna (P'yŏngra) és Tokszong (Tŏksŏng) vonalak része.